# Vin Diesel

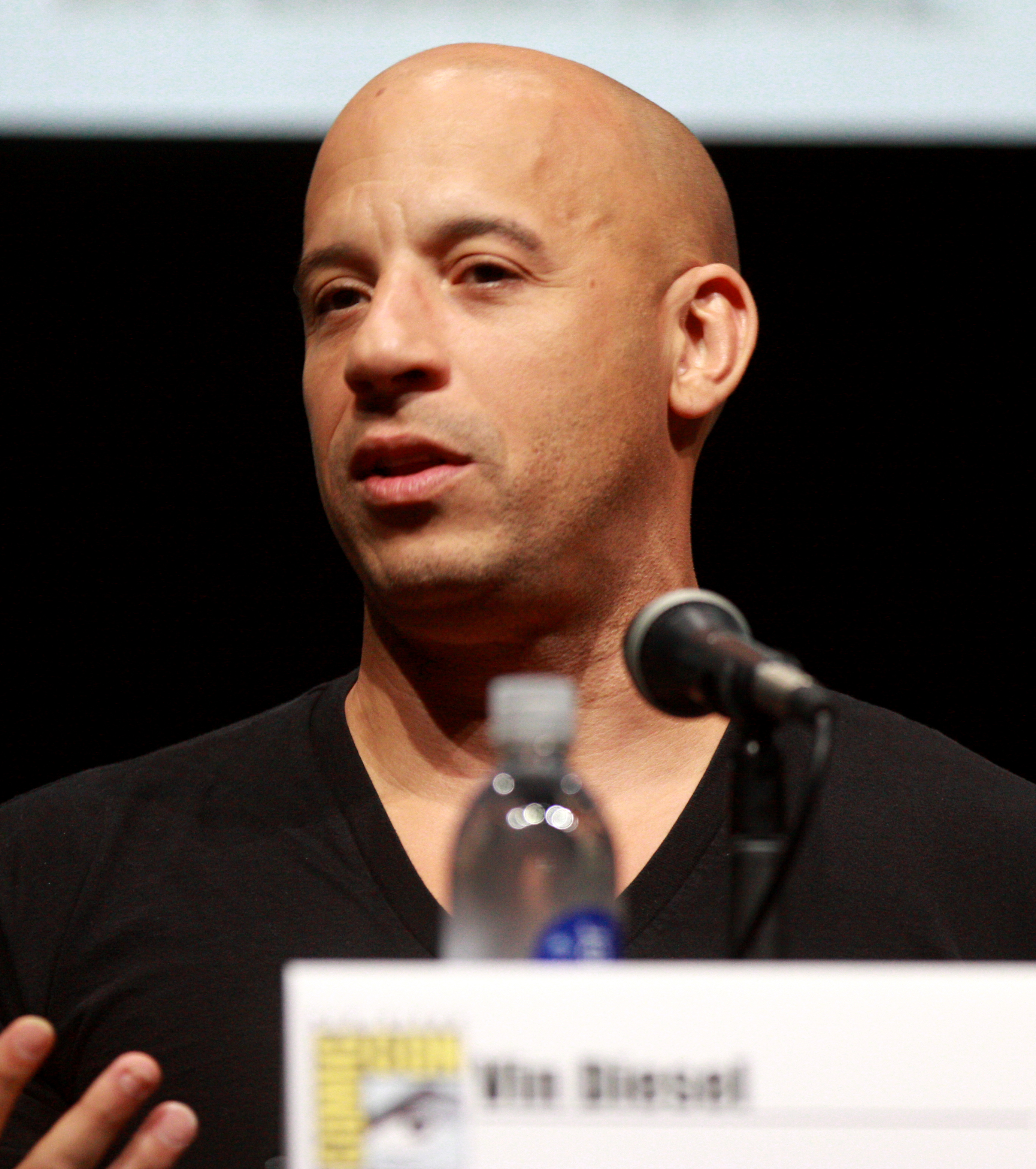
Vin Diesel bei der Comic-Con im Juli 2013

Vin Diesel (* 18. Juli 1967 als Mark Vincent Sinclair im Alameda County, Kalifornien) ist ein US-amerikanischer Schauspieler, Filmproduzent, Filmregisseur und Drehbuchautor.

## Leben
Mark Sinclair wurde von seiner Mutter und seinem Stiefvater in Greenwich Village in New York City aufgezogen. Seinen leiblichen Vater lernte er nie kennen. Obwohl sein Stiefvater Schauspiellehrer war, kam er eher zufällig zu seiner ersten Rolle: Mit sieben Jahren verschaffte er sich mit Freunden Zugang zu einem Theater, um es zu verwüsten. Sie wurden auf frischer Tat ertappt, erhielten statt einer Strafe jedoch 20 US-Dollar und die Aufgabe, täglich nach der Schule für ein Stück zu proben. Es folgten weitere Rollen auf verschiedenen New Yorker Theaterbühnen, die jedoch schlecht bezahlt wurden. Dank seines Muskeltrainings konnte er sich im Alter von 17 Jahren als Türsteher diverser Clubs etwas Geld dazuverdienen.
Sein Englisch-Studium am College brach er nach drei Jahren ab, um nach Hollywood zu gehen. Trotz seiner Theater-Erfahrung hatte er keinen Erfolg und kam nach New York zurück. Sein Interesse am Film war jedoch ungebrochen, und nach der Lektüre des Buchs Feature Films at Used Car Prices (Spielfilme zu Gebrauchtwagen-Preisen) drehte Sinclair alias Vin Diesel einen eigenen Film, für den er auch das Drehbuch schrieb, Regie führte und als Hauptdarsteller agierte. Sein Erstling Multi-Facial wurde bei den Filmfestspielen in Cannes gezeigt und begeisterte die Kritiker. Durch den Film wurde Steven Spielberg auf ihn aufmerksam, der ihn für eine Rolle in Der Soldat James Ryan engagierte. Das bedeutete seinen Durchbruch in Hollywood und Hauptrollen in Pitch Black, The Fast and the Furious, Triple X und anderen Actionfilmen. Im April 2005 kam die erste Komödie mit Vin Diesel in die Kinos: Der Babynator. Sidney Lumet besetzte ihn in der Hauptrolle des Gerichtsdramas Find Me Guilty. Der Film stand im Wettbewerb der Berlinale 2006.
Im Jahr 1997 veröffentlichte Vin Diesel mit Strays – Lebe Dein Leben seine zweite Regiearbeit. Danach inszenierte er nur noch den Kurzfilm Los Bandoleros (2009), der dem Fast-&-Furious-Franchise zugehört und 2012 eine Folge der Serie The Ropes.

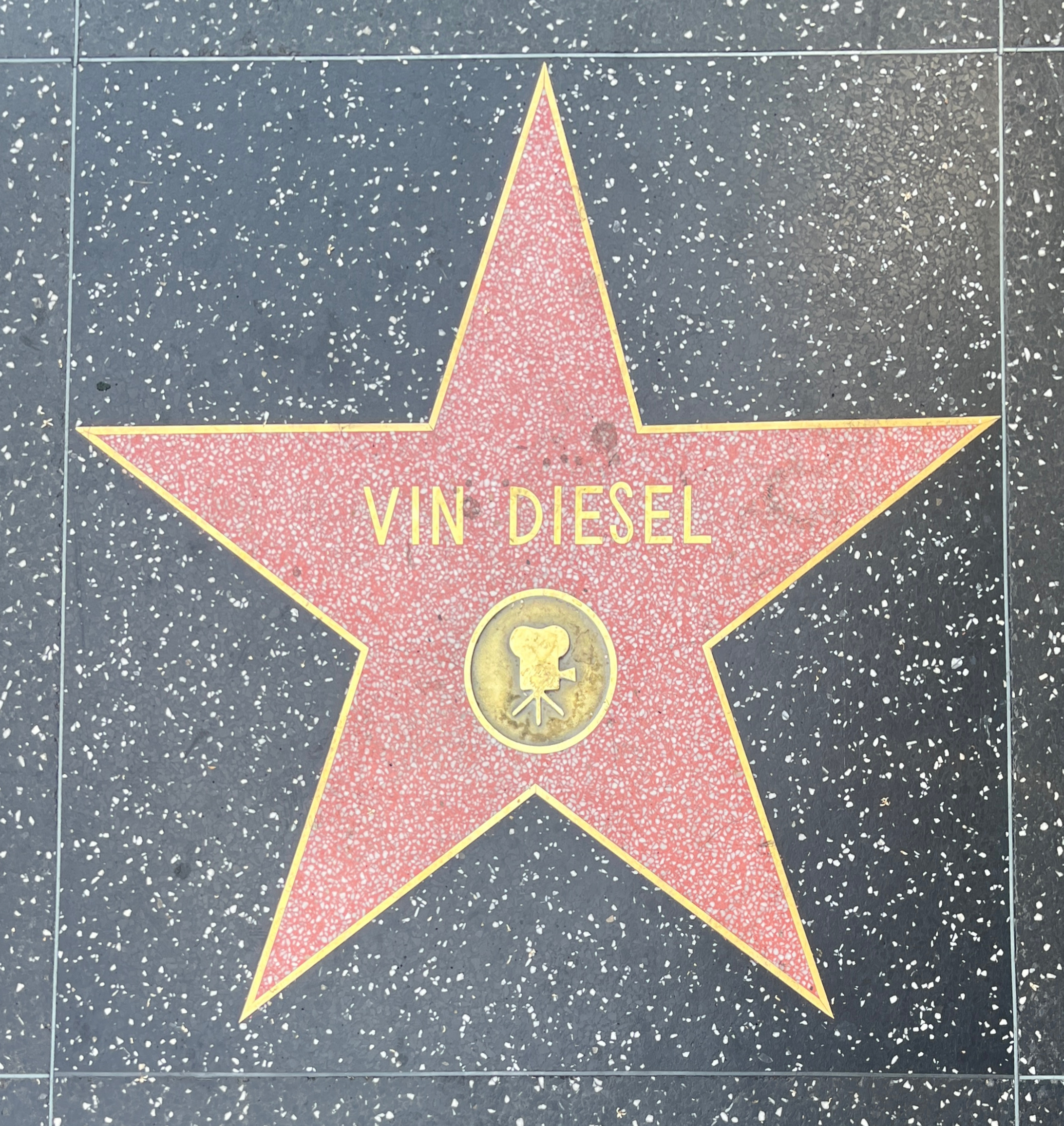
Vin Diesels Stern auf dem Hollywood Walk of Fame.

2004 wurde ein Computerspiel mit dem Titel The Chronicles of Riddick: Escape from Butcher Bay veröffentlicht, in dem die Vorgeschichte zu beiden Filmen aus der Sicht seiner Figur Riddick nachgespielt werden kann. Es wurde von seinem selbstgegründeten Unterhaltungsunternehmen Tigon Studios mitentwickelt. Aufgrund der guten Verkaufszahlen des Spiels erschien am 23. April 2009 die Fortsetzung The Chronicles of Riddick: Assault on Dark Athena. Entwickler waren wieder die Tigon Studios. Fast gleichzeitig mit der Fortsetzung Assault on Dark Athena veröffentlichte er im März 2009 auch das Computerspiel Wheelman zusammen mit dem Tigon Studios, in dem er die Hauptrolle spielt.
Ende Juli 2012 begannen die Dreharbeiten für den sechsten Teil der Fast-&-Furious-Reihe, dessen Premiere im Mai 2013 stattfand. Diesel fungierte daran wieder als ein Hauptdarsteller und Produzent. Daneben drehte er den dritten Teil der Riddick-Reihe, Riddick, der 2013 in die Kinos kam. Im August 2013 wurde Diesel mit einem Stern auf dem Hollywood Walk of Fame geehrt. Es folgten u. a. weitere Teile der Fast-and-Furious-Reihe, außerdem ist er als Stimme von Groot seit Guardians of the Galaxy aus dem Jahr 2014 Teil des Marvel Cinematic Universe. 2017 war er in xXx: Die Rückkehr des Xander Cage zu sehen, 2020 spielte er die Hauptrolle in der Comicverfilmung Bloodshot.
Vin Diesel ist mit dem mexikanischen Model Paloma Jiménez liiert, mit der er drei Kinder hat. Er hat einen Zwillingsbruder, den Filmeditor Paul Vincent.

## Filmografie (Auswahl)
Als Schauspieler
- 1990: Zeit des Erwachens (Awakenings)
- 1995: Multi-Facial (Kurzfilm)
- 1997: Strays – Lebe Dein Leben (Strays)
- 1998: Der Soldat James Ryan (Saving Private Ryan)
- 2000: Risiko – Der schnellste Weg zum Reichtum (Boiler Room)
- 2000: Pitch Black – Planet der Finsternis (Pitch Black)
- 2001: The Fast and the Furious
- 2001: Knockaround Guys
- 2002: xXx – Triple X (xXx)
- 2003: Extreme Rage (A Man Apart)
- 2004: Riddick: Chroniken eines Kriegers (The Chronicles of Riddick)
- 2005: Der Babynator (The Pacifier)
- 2006: Find Me Guilty – Der Mafiaprozess (Find Me Guilty)
- 2006: The Fast and the Furious: Tokyo Drift
- 2008: Babylon A.D.
- 2009: Los Bandoleros (Kurzfilm)
- 2009: Fast & Furious – Neues Modell. Originalteile. (Fast & Furious)
- 2011: Fast & Furious Five (Fast Five)
- 2013: Fast & Furious 6
- 2013: Riddick: Überleben ist seine Rache (Riddick)
- 2015: Fast & Furious 7 (Furious 7)
- 2015: The Last Witch Hunter
- 2016: Die irre Heldentour des Billy Lynn (Billy Lynn’s Long Halftime Walk)
- 2017: xXx: Die Rückkehr des Xander Cage (xXx: Return of Xander Cage)
- 2017: Fast & Furious 8 (The Fate of the Furious)
- 2020: Bloodshot
- 2021: Fast & Furious 9 (F9)
- 2023: Fast & Furious 10 (Fast X)

Als Sprecher
- 1999: Der Gigant aus dem All (The Iron Giant, Stimme vom Gigant)
- 2004: The Chronicles of Riddick: Escape from Butcher Bay (Videospiel, Stimme von Richard B. Riddick)
- 2004: Riddick: Krieger der Finsternis (The Chronicles of Riddick: Dark Fury, Stimme von Richard B. Riddick)
- 2009: The Chronicles of Riddick: Assault on Dark Athena (Videospiel, Stimme von Richard B. Riddick)
- 2014: Guardians of the Galaxy (Stimme von Groot)
- 2016: American Dad (Folge 13x2)
- 2017: Guardians of the Galaxy Vol. 2 (Stimme von Baby Groot)
- 2018: Avengers: Infinity War (Stimme von Groot)
- 2018: Chaos im Netz (Ralph Breaks the Internet, Stimme von Baby Groot)
- 2019: Avengers: Endgame (Stimme von Groot)
- 2019: Fast & Furious Spy Racers (Fernsehserie, 2 Folgen, Stimme von Dom Toretto)
- 2022: Thor: Love and Thunder (Stimme von Groot)
- 2022: The Guardians of the Galaxy Holiday Special (Stimme von Groot)
- 2022–2023: Ich bin Groot (Fernsehserie, 10 Folgen, Stimme von Baby Groot)
- 2023: Guardians of the Galaxy Vol. 3 (Stimme von Groot)

Als Filmproduzent
- 2003: Extreme Rage (A Man Apart)
- 2004: Riddick: Chroniken eines Kriegers (The Chronicles of Riddick)
- 2009: Fast & Furious – Neues Modell. Originalteile. (Fast & Furious)
- 2011: Fast & Furious Five (Fast Five)
- 2013: Fast & Furious 6
- 2013: Riddick: Überleben ist seine Rache (Riddick)
- 2015: Fast & Furious 7 (Furious 7)
- 2015: The Last Witch Hunter
- 2017: xXx: Die Rückkehr des Xander Cage (xXx: Return of Xander Cage)
- 2017: Fast & Furious 8 (The Fate of the Furious)
- 2021: Fast & Furious 9 (F9)
- 2023: Fast & Furious 10 (Fast X)

Als Regisseur, Produzent und Drehbuchautor
- 1995: Multi-Facial (Kurzfilm)
- 1997: Strays – Lebe Dein Leben (Strays)
- 2009: Los Bandoleros (Kurzfilm)

## Sonstiges
- Als Anspielung auf die Übermenschlichkeit bzw. Unbesiegbarkeit, mit der er in den meisten seiner Filme dargestellt wird, haben sich die Vin Diesel Facts etabliert. Später entstanden die ähnlichen, aber weiter verbreiteten Chuck Norris Facts, die überzogen auf die Überlegenheit von Chuck Norris anspielen.[10]
- Diesel hat seine jüngste Tochter Pauline  nach seinem verstorbenen Kollegen und besten Freund Paul Walker benannt.
- Seine Mutter hat englische, deutsche und schottische Wurzeln.

## Deutsche Synchronstimme
Vin Diesel wird seit dem Film Riddick: Chroniken eines Kriegers (2004) in der deutschen Synchronisation überwiegend von Martin Keßler synchronisiert. Eine Ausnahme war der Film Der Babynator (2005), wo er von Torsten Michaelis gesprochen wurde. Keßler sprach Diesel bereits davor in den Filmen Pitch Black – Planet der Finsternis (2000) und The Fast and the Furious (2001).
In den MCU-Filmen wurde Diesel in der Rolle des computeranimierten Groot von Hans-Eckart Eckhardt gesprochen, welcher 2021 verstarb. Seit Thor: Love and Thunder stammt seine deutsche Stimme in jener Rolle ebenfalls von Keßler.
In seinen früheren Filmen wurde Diesel auch von Marco Kröger und Charles Rettinghaus synchronisiert. Kröger sprach ihn in Zeit des Erwachens (1990), Strays – Lebe Dein Leben (1997), Der Soldat James Ryan (1998) und xXx – Triple X (2002). Rettinghaus lieh ihm in den Filmen Risiko – Der schnellste Weg zum Reichtum (2000), Knockaround Guys (2001) und Extreme Rage (2003) seine Stimme.